# دره گل‌ها (فیلم)
«دره (وادی) گل‌ها» (انگلیسی: Valley of Flowers (film)) فیلمی در ژانر درام و فانتزی است که در سال ۲۰۰۶ منتشر شد. از بازیگران آن می‌توان به میلیند سمان و نصیرالدین شاه اشاره کرد.